# منارة رأس كربون
منارة رأس كاربون هي عبارة عن منارة هبوط (رسو) يصل ذروته على 225 م فوق مستوى سطح البحر، ومنارة رأس كاربون هي أعلى منارة طبيعية في العالم. وهي ما يسمى ب «منارة الهبوط» الذي يشير إلى قرب ميناء بجاية.

## تاريخ

### عموميات
وُضع عدد قليل من الفوانيس البدائية النادرة بالقرب من الملاجئ التي كانت بمثابة ملجأ للمراكب البربرية؛ مثل الفانوس العادي الموجود على البرج العالي في حصن الصخرة. منذ السنوات الأولى للإحتلال الفرنسي، رُكبت شعلات أكثر كفاءة في أكثر النقاط المميزة. وهكذا في عام 1834، قام الفرنسيون بتركيب جهاز بدلاً من فانوس الجزائر العاصمة والذي يتكون من ضوء ثابت يعلوه تاج دوار يحمل 8 مصابيح مع عاكسات مرتبة لإنتاج ضوء كسوف لمدة 30 ثانية. في 30 ثانية.
التقرير الرسمي الأول الذي يتناول إنارة السواحل الجزائرية هو تقرير اللجنة البحرية الجزائرية لعام 1843 الذي يضع تقريراً كاملاً «عن التحسينات التي يجب إجراؤها على الأضواء الموجودة (الجديدة في ذلك الوقت)، للأضواء التي سيتم إنشاؤها. على الفور، يجب إشعال الشعلات بعد ذلك». نفذ على مدار عدة سنوات، مع التعديلات التي فرضها التقدم التقني وتطور الملاحة، والتي قررت لجنة المنارة لعام 1861 أهمها.
عُدلت الأجهزة بشكل دوري بين عامي 1860 و 1900. كان أبرز هذه التحسينات هو استبدال الزيت المعدني بالزيت النباتي في عام 1881 بعد ذلك، من خلال استخدام بعض شعلات المصابيح عند مستوى ثابت. في عام 1902، وُضع برنامج جديد لتحسين الإضاءة الساحلية من خلال إنشاء لجنة بحرية خاصة تبنت برنامجًا للإنجازات يوفر، من بين أمور أخرى، استبدال الأضواء الثابتة الموجودة عن طريق وميض الأضواء الغامضة مع أو بدون قطاعات زاهية الألوان. البرنامج الذي نُفذ بالكامل من 1904 إلى 1908 باستثناء الرصيف الشمالي لميناء الجزائر. في عام 1924 تابع كبير المهندسين لخدمة المنارة المركزية كهربة الأضواء الرئيسية وأضواء الموانئ منذ البعثة العلمية إلى الجزائر.
بالإضافة إلى ذلك، شُغلت أربعة أجهزة راديوية؛ في منارة الأميرالية بالجزائر العاصمة (1931)، في رأس الإبرة (1938)، في رأس كاكسين (1938) وفي رأس ماتيفو (1942). كما خططت الخدمات الفنية لإنشاء أربعة مبانٍ إضافية في غضون فترة زمنية قصيرة في رأس تنس، ورأس بنقوت، ورأس بوقارون، ورأس العسة.

### تاريخ المنارة
أوصى تقرير اللجنة البحرية لعام 1843 بتحسين الأجهزة الموجودة وإنشاء منشآت جديدة. في عام 1849، تألفت منارة رأس كاربون من إضاءة كسوف من الدرجة الأولى، في نطاق 27 ميلاً، في مقر مؤقتة، حيث لم تُبنى منارة دائمة حتى عام 1854.
أُنشئت عام 1902 لجنة بحرية خاصة مكلفة بدراسة التحسينات التي سيتم إدخالها على نظام الإضاءة في السواحل الجزائرية. نصت هذه اللجنة على تركيب ضوء إضافي في رأس كاربون لمواجهة التغشية في الضوء الرئيسي ولإشارة روشي دي مول بواسطة قطاع أحمر. في 20 نوفمبر 1906، ولأول مرة، أضاءت المنارة التي بنتها شركة إيطالية.

## مميزات
تقع المنارة على نتوء صخري في نهاية شبه جزيرة رأس كربون في امتداد الحديقة الوطنية قورايا. يسمح المسار السياحي، المرسوم على التلال، بالوصول إلى أماكن تردد المكاك البربري.
تتألف المنارة من برج زجاجي أسطواني يرتكز على شرفة مبنية حجريًا. ملصقة على الفانوس لوحة نحاسية عليها النقش التالي " Sautter، Harlé et Cie - 1905". يبلغ ارتفاع البرج 14,60 م ويرتفع إلى 224,10 م عن مستوى سطح البحر.
الضوء المنبثق أبيض مع 3 ومضات كل 20 ثانية ويبلغ مداه 29 ميلًا بحريًا أو ما يقرب من 54 كم .

## روابط خارجية
- موقع الديوان الوطني للإشارات البحرية

- Meddi, Adlène (2015). "Les secrets des phares d'Algérie". Figaro Blog Invité (بالفرنسية). meddi. Archived from the original on 2020-10-07. Retrieved 9 avril 2017. {{استشهاد ويب}}: تحقق من التاريخ في: |تاريخ الوصول= (help) and الوسيط غير المعروف |شهر= تم تجاهله يقترح استخدام |تاريخ= (help)   .
- الموقع مرئي من قمة القرود على اليوتيوب